# Erviopsis aurata
Erviopsis aurata är en tvåvingeart som beskrevs av Townsend 1934. Erviopsis aurata ingår i släktet Erviopsis och familjen parasitflugor. Inga underarter finns listade i Catalogue of Life.